# (24587) Capanée
(24587) Capanée, désignation internationale (24587) Kapaneus, est un astéroïde troyen jovien.

## Description
(24587) Capanée est un astéroïde troyen jovien, camp grec, c'est-à-dire situé au point de Lagrange L4 du système Soleil-Jupiter. Il présente une orbite caractérisée par un demi-grand axe de 5,174 UA, une excentricité de 0,012 et une inclinaison de 29,1° par rapport à l'écliptique.
Il est nommé en référence au personnage de la mythologie grecque Capanée, acteur du conflit légendaire de la guerre de Troie.

## Compléments